# Leonard Boguszewski
Leonard Michał Boguszewski (ur. 16 września 1936 w Brodach, zm. 17 maja 2016 we Wrocławiu) – polski dowódca wojskowy, generał brygady Wojska Polskiego, docent dr nauk wojskowych.

## Życiorys
W 1954 roku ukończył technikum mechaniczne w Żarnowie koło Strzegomia i przez rok pracował jako technik normowania w Zakładach Chemicznych Żarnów (wydział mechaniczny).
W 1955 roku wstąpił do wojska i rozpoczął naukę w Oficerskiej Szkole Inżynieryjnej we Wrocławiu. Rok później w wyniku redukcji sił zbrojnych, jego rocznik został rozwiązany, a Boguszewski został powołany do służby jako podoficer zawodowy, pozostając w szkole na stanowisku instruktora w batalionie zabezpieczenia. W 1957 roku został powołany do batalionu podchorążych. W 1959 roku po ukończeniu szkoły z I lokatą mianowany podporucznikiem w korpusie oficerów wojsk inżynieryjnych. Skierowany został do służby w 18 Batalionie Saperów w Nysie (2 Dywizja Zmechanizowana w Nysie). Służył jako dowódca plutonu pływającego transporterów gąsienicowych. W 1964 roku został dowódcą kompanii desantowo-przeprawowej w tym batalionie, a następnie starszym pomocnikiem szefa sztabu batalionu ds. operacyjno-mobilizacyjnych. Za udział w ratowaniu ludzi podczas akcji przeciwpowodziowej został odznaczony Srebrnym Krzyżem Zasługi. W latach 1967–1970 studiował na kierunku dowódczo-sztabowym w Akademii Sztabu Generalnego WP w Warszawie. Po ukończeniu studiów został dowódcą batalionu pontonowego w 6 Pułku Pontonowym w Głogowie. W 1972 roku awansowany na stopień majora i w tym samym roku objął funkcję szefa sztabu – zastępcy dowódcy 6. Pułku Pontonowego. W drodze wyróżnienia w 1974 roku został awansowany na podpułkownika.
W 1974 został przeniesiony do Wyższej Szkoły Oficerskiej Wojsk Inżynieryjnych im. gen. J. Jasińskiego we Wrocławiu. Pozostawał w uczelni do 1980 roku na stanowisku starszego wykładowcy. W tym czasie pełnił funkcję zastępcy kierownika cyklu taktyki, a następnie kierownika cyklu (szef Katedry Taktyki Rodzajów Wojsk). W 1978 roku awansował na stopień pułkownika. W tym samym roku uzyskał stopień doktora nauk wojskowych w Akademii Sztabu Generalnego WP w Warszawie. W latach 1979–1980 zastępca komendanta WSOWInż. ds. szkolenia. W 1980 roku na własną prośbę powrócił do służby liniowej. Został wówczas mianowany dowódcą 2. Warszawskiej Brygady Saperów im. gen. J. Bordziłowskiego w Kazuniu. Będąc dowódcą brygady przyczynił się do budowy 14 mostów o łącznej długości 1200 m. 28 kwietnia 1983 roku został komendantem Wyższej Szkoły Oficerskiej Wojsk Inżynieryjnych im. gen. J. Jasińskiego. Pozostawał na tym stanowisku do 18 września 1990 roku (w tym czasie nastąpiła zmiana nazwy szkoły po reorganizacji na Wyższą Szkołę Inżynierii Wojskowej). W czasie jego komendantury szkoła ta 3 razy zdobyła miano najlepszej Wojskowej Szkoły Oficerskiej w Wojsku Polskim, a w październiku 1990 zdobyła medal „Za wybitne osiągnięcia w służbie wojskowej”.
Będąc komendantem szkoły ukończył kurs operacyjno-strategiczny w Wojskowej Akademii Sztabu Generalnego Sił Zbrojnych ZSRR im. K. Woroszyłowa w Moskwie. Na mocy uchwały Rady Państwa PRL nr 69/87 z 17 września 1987 roku mianowany generałem brygady. Nominację wręczył mu 9 października 1987 w Belwederze przewodniczący Rady Państwa gen. armii Wojciech Jaruzelski. W 1988 roku wybrany został do Wojewódzkiej Rady Narodowej Wrocławia.
Po zakończeniu kierowania Wyższą Szkołą Inżynierii Wojskowej, został szefem Wojewódzkiego Sztabu Wojskowego we Wrocławiu. Funkcję pełnił do 20 października 1992 roku. W tym czasie ukończył: kurs dla szefów Wojewódzkich Sztabów Wojskowych oraz kurs pionu obrony terytorialnej w Akademii Obrony Narodowej w Warszawie.
3 listopada 1992 roku został wyznaczony na stanowisko zastępcy dowódcy Śląskiego Okręgu Wojskowego – szefa Obrony Terytorialnej. W latach 1992–1996 był dowódcą garnizonu wojskowego Wrocław, a w latach 1992–1995 był prezesem Wojskowego Klubu Sportowego Śląsk Wrocław.
Służbę wojskową zakończył z dniem 30 kwietnia 1996 roku. Z tej okazji został pożegnany przez ministra obrony narodowej Stanisława Dobrzańskiego, dowódcę Śląskiego Okręgu Wojskowego gen. dyw. Janusza Ornatowskiego oraz zastępcę szefa Sztabu Generalnego WP gen. dyw. pil. Jerzego Gotowałę. Później pracował w Instytucie Wojskowym jako sekretarz naukowy. Był autorem 63 artykułów w różnych periodykach i czasopismach wojskowych (stan na 2010 rok), a także opracowań metodycznych, instrukcji i podręcznika dla oficerów wojsk inżynieryjnych.
Pochowany na Cmentarzu Osobowickim we Wrocławiu.

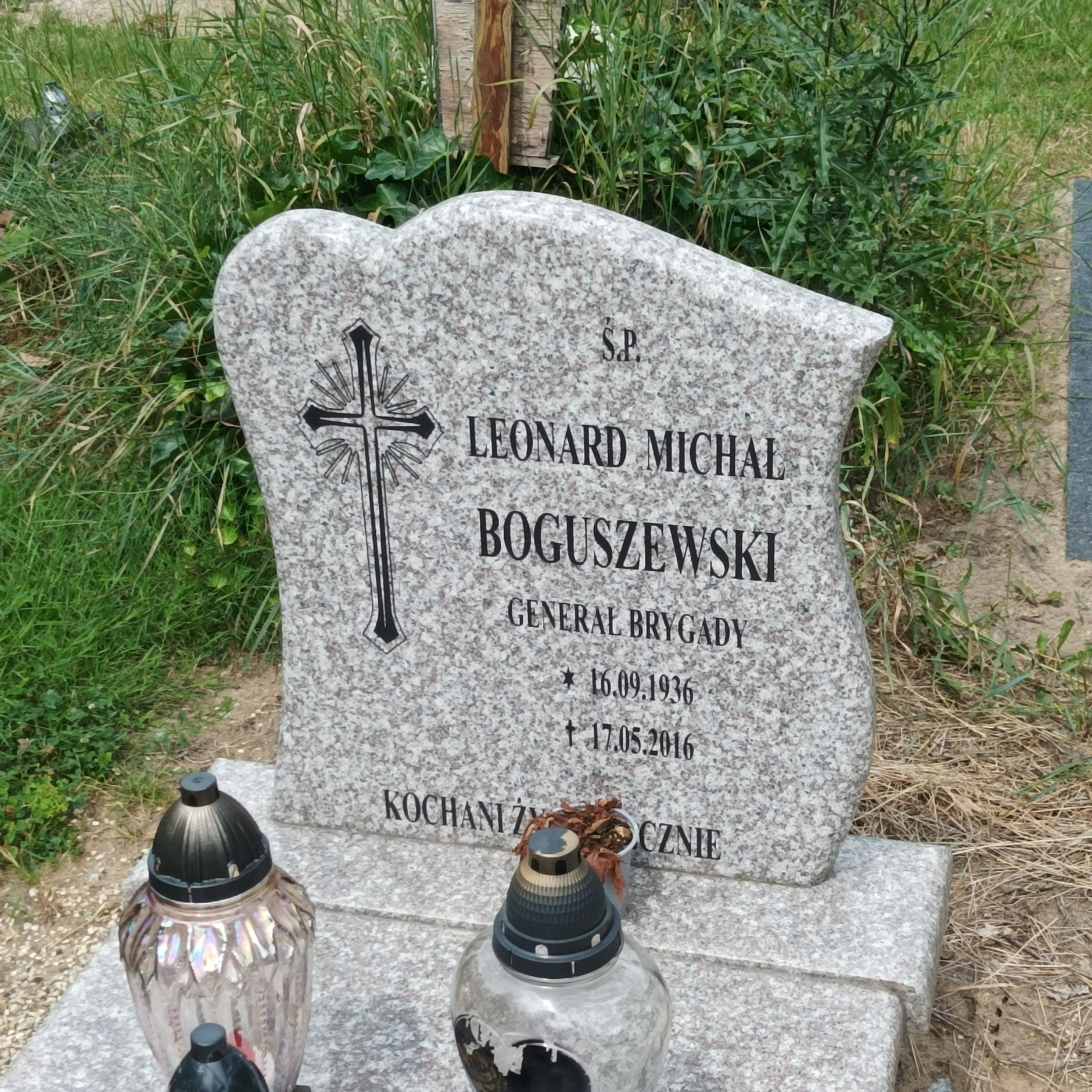
Grób gen. Leonarda Boguszewskiego na Cmentarzu Osobowickim

## Awanse
- podporucznik – 1959
- porucznik – 1962
- kapitan – 1966
- major – 1972
- podpułkownik – 1974
- pułkownik – 1978
- generał brygady – 1987

## Życie prywatne
Syn Mikołaja, oficera formacji kolejowych Armii Rosyjskiej w latach 1917–1919, a w II RP urzędnika kolejnictwa. Pradziadek generała, Jan był generałem-majorem Armii Rosyjskiej. Mieszkał we Wrocławiu. Żonaty, żona Bernardyna. Małżeństwo miało dwie córki.

## Odznaczenia
- Krzyż Oficerski Orderu Odrodzenia Polski (1987)
- Krzyż Kawalerski Orderu Odrodzenia Polski (1979)
- Złoty Krzyż Zasługi (1972)
- Srebrny Krzyż Zasługi (1963)
- Złoty Medal „Siły Zbrojne w Służbie Ojczyzny” (1977)
- Złoty Medal „Za zasługi dla obronności kraju” (1981)
- Medal Komisji Edukacji Narodowej (1980)
- Złota Odznaka „Za zasługi w zwalczaniu powodzi” (1975)
- Złoty Medal „Opiekun Miejsc Pamięci Narodowej” (1988)
- Złota Odznaka „Zasłużony dla Energetyki” (1986)
- Odznaka „Zasłużony Działacz Kultury” (1988)
- Złota Odznaka „Przodujący Drogowiec”
- Odznaki za zasługi dla województw: radmoskiego, legnickiego i wrocławskiego oraz dla miasta Wrocławia